# Epicykl

Pozorny ruch wsteczny planet zewnętrznych obserwowany z Ziemi

Epicykl – okrąg, po którym porusza się dana planeta, którego środek z kolei krąży po deferencie. Wprowadzenie pojęcia epicyklu w teorii geocentrycznej miało na celu wyjaśnienie obserwowanego na niebie ruchu wstecznego planet zewnętrznych.